# Reigen seliger Geister
Reigen seliger Geister is het tweede strijkkwartet van de Duitse componist Helmut Lachenmann. Het is zestien jaar later gecomponeerd dan Gran Torso, zijn eerste. De muziek is echter een logisch vervolg op zijn eerste strijkkwartet, doch veel rustiger (volgens de tweede sectie). De titel betekent rondedans voor gezegende geesten en geeft weer waar de muziek naartoe gaat. Het is in basis een fluisterzacht werk, waarin de strijkinstrument uiterst zacht dan wel flautando bespeeld worden. Uit deze achtergrond ontsnappen forte tonen, die zich heel even op de voorgrond dringen, doch direct weer weg zijn. Gedurende de 27 minuten durende compositie wordt de zachte achtergrond steeds verder weggedrukt, maar uiteindelijk eindigt het werk met vele generale pauzes weer op fluisterniveau.
Het werk is opgedragen aan het Arditti String Quartet en het was een opdracht van een muziekfestival in Parijs. De première vond echter plaats in Genève, wel door het Ardittikwartet.

## Opvolging
De combinatie Reigen seliger Geister en Irvine Arditti zorgde automatisch voor Grido, het derde strijkkwartet van Lachenmann. Irvine wilde wel iets meer geluid voortbrengen. Het duurde echter twaalf jaar voordat Grido kwam.

## Discografie
- Uitgave Kairos : Arditti String Quartet, een opname van juni 2006 in het Beethoven-Haus te Bonn (tevens bron)